# Campeonato de los Cuatro Continentes de Patinaje Artístico sobre Hielo de 2025
El XXVII Campeonato de los Cuatro Continentes de Patinaje Artístico sobre Hielo se celebró en Seúl (Corea del Sur) entre el 19 y el 23 de febrero de 2025 bajo la organización de la Unión Internacional de Patinaje sobre Hielo (ISU) y la Asociación Surcoreana de Patinaje sobre Hielo.
Las competiciones se realizaron en la Pista de Hielo Mokdong de la ciudad surcoreana.

## Resultados

### Masculino
| Puesto | Nombre           | País           | Puntos |
| ------ | ---------------- | -------------- | ------ |
| Oro    | Mijail Shaidorov | Kazajistán     | 285,10 |
| Plata  | Cha Jun-Hwan     | Corea del Sur  | 265,02 |
| Bronce | Jimmy Ma         | Estados Unidos | 245,01 |

### Femenino
| Puesto | Nombre          | País           | Puntos |
| ------ | --------------- | -------------- | ------ |
| Oro    | Kim Chae-Yeon   | Corea del Sur  | 222,38 |
| Plata  | Bradie Tennell  | Estados Unidos | 204,38 |
| Bronce | Sarah Everhardt | Estados Unidos | 200,03 |

### Parejas
| Puesto | Nombre                                   | País   | Puntos |
| ------ | ---------------------------------------- | ------ | ------ |
| Oro    | Riku Miura / Ryuichi Kihara              | Japón  | 217,32 |
| Plata  | Deanna Stellato-Dudek / Maxime Deschamps | Canadá | 210,92 |
| Bronce | Lia Pereira / Trennt Michaud             | Canadá | 198,40 |

### Danza en hielo
| Puesto | Nombre                          | País           | Puntos |
| ------ | ------------------------------- | -------------- | ------ |
| Oro    | Piper Gilles / Paul Poirier     | Canadá         | 218,46 |
| Plata  | Madison Chock / Evan Bates      | Estados Unidos | 217,93 |
| Bronce | Marjorie Lajoie / Zachary Lagha | Canadá         | 201,04 |

## Medallero
| Núm. | País           | Oro | Plata | Bronce | Total |
| ---- | -------------- | --- | ----- | ------ | ----- |
| 1    | Canadá         | 1   | 1     | 2      | 4     |
| 2    | Corea del Sur  | 1   | 1     | 0      | 2     |
| 3    | Kazajistán     | 1   | 0     | 0      | 1     |
| 4    | Estados Unidos | 0   | 2     | 2      | 4     |
|      | TOTAL          | 4   | 4     | 4      | 12    |